# Ácido cloroacético
El Ácido cloroacético es el compuesto químico con la fórmula ClCH2CO2H. Este ácido carboxílico es un útil "bloque de construcción" en síntesis orgánica. Como otros ácidos cloroacéticos y halocarbonos relacionados, es un potencialmente peligroso agente de alquilación.

## Producción
El Ácido cloroacético es sintetizado por cloración de ácido acético en la presencia de fósforo rojo, azufre, o yodo como catalizador:
CH3CO2H + Cl2 → ClCH2CO2H + HCl
También se forma por la hidrólisis de tricloroetileno usando ácido sulfúrico como catalizador.
También es obtenido por la cloración del ácido acético a 85 °C bajo presión de 6 Bar  con adición de cantidades catalíticas  de anhídrido acético o cloruro de acilo.

## Aplicaciones
El ácido cloroacético es la materia prima para la carboximetil celulosa, así como para agentes pesticidas, colorantes y fármacos. El ácido cloroacético es usado directamente en el tratamiento de verrugas (con el nombre comercial de Acetocaustin).
Es ilustrativo de su utilidad en química orgánica la O-alquilación de salicilaldeídos con ácido cloroacético, seguida por la decarboxilación del éter resultante, produciéndose benzofurano.
Es utilizado en modificaciones del sílece, para aplicación en reacciones de epoxidación de olefinas y álcoholes insaturados.